# Korunk Évkönyv
Korunk Évkönyv címmel az évkönyv gyűjtőcímszóban már bemutatott 1973-80-as kötetek folytatásaként a következők jelentek meg Kolozsvárott művészi mellékletekkel: Két évtizedes hagyományainkból. Visszatekintés a Korunk új folyamára Ritoók János szerkesztésében (1981); Metamorphosis Transylvaniae. Szerkesztette Herédi Gusztáv (1982); Ismeretlen ismerősünk: az ember. Veress Zoltán szerkesztésében (kettős szám 1983-84); Évgyűrűk. Egyén, család, társadalom. Szilágyi Júlia szerkesztésében (kettős szám 1986-87); Gyógyító természet. Szerkesztette Aniszi Kálmán (1988). Az évkönyvek jeles fotósa Szabó Tamás.